# Кизівка
51°18′00″ пн. ш. 24°26′00″ сх. д. / 51.30000° пн. ш. 24.43333° сх. д.
Кизівка — річка в Україні, в межах Старовижівського району Волинської області. Права притока Вижівки (басейн Дніпра).

## Опис і розташування
Довжина 23 км. Використання річки: меліоративне, водовідведення. Заплава меліорована, річище випрямлене, розширене, поглиблене.
Кизівка бере початок на захід від села Паридуби. Тече в межах Поліської низовини переважно на північ. Впадає до Вижівки біля північно-східної околиці села Нова Вижва.
Над річкою розташовані села: Паридуби, Смідин, Лісняки, Нова Вижва.